# Mary Bartelme
Mary Margaret Bartelme (24 de julio de 1866 - 25 de julio de 1954) fue una jueza y abogada estadounidense pionera, particularmente en el área de justicia juvenil. Fue la primera mujer en ser nombrada tutora pública del condado de Cook en Illinois en 1897, y la primera mujer elegida jueza en un tribunal superior del estado en 1923. Anteriormente, había sido nombrada jueza en 1913, comenzó a juzgar casos que involucraban a menores y en aquel momento el New York Times se refiere a ella como "la única jueza de Estados Unidos". 

## Biografía
Mary Bartelme nació en Chicago, hija de un inmigrante de Sarre, Alemania, Balthasar Bartelme y de su esposa Jeannette. Tenía tres hermanas y dos hermanos y fue a la West Division High School. Se graduó en la Escuela Normal del Condado de Cook, una escuela para maestros, y enseñó durante cinco años, antes de decidir estudiar derecho, a la edad de 25 años. Se planteó seguir una carrera médica, pero conoció Myra Bradwell, pionera editora de noticias jurídicas, y según contaba: "[u]na visita a ella y me decidí a estudiar derecho". En 1892, se matriculó en la Facultad de Derecho de la Universidad Northwestern, donde se graduó. Fue admitida en el Colegio de Abogados de Illinois en 1894, y abrió un bufete de abogados especializado en contratos y derecho comercial.
Conocida como una reformadora social, durante la Era Progresista, Mary Bartelme dedicó gran parte de su vida a la reforma de las leyes juveniles y al bienestar de la infancia. En 1897, fue nombrada Tutora Pública del Condado de Cook, la primera mujer en este puesto. Se dio a conocer en todo Illinois como una defensora incansable de los niños; su compasión por las niñas que vinieron antes que ella le valió el apodo de "Madre Barthelme". Más tarde adquiriría otro apodo, "Mary la Maleta", porque cuando enviaba a las niñas a hogares de acogida, siempre les proporcionaba ropa limpia, en una maleta nueva.
Bartelme creía que existía un dramático abandono social de las niñas, que los padres debían hablar con franqueza con sus hijas sobre sexo y que la pobreza era la principal causa de la delincuencia. En mayo de 1912, fue nombrada jueza adjunta en el Tribunal de Menores del Condado de Cook. Más tarde, en marzo de 1913, Bartelme creó un Tribunal especial para niñas, que se ocupaba de casos de niñas delincuentes y dependientes, muchas de ellas prostitutas. Todo el personal de este tribunal era femenino, lo que consideraba que fomentaba un debate más honesto sobre cuestiones sexuales y otras cuestiones privadas. Posteriormente, Bartelme estableció tres Clubes María para niñas que no podían regresar con sus padres, apoyados por servicios voluntarios, como alternativa a las instituciones estatales. Los dos primeros clubes, que comenzaron en 1914 y 1916, aceptaban niñas blancas; el último, que comenzó en 1921, aceptaba niñas de color. Más de 2.000 niñas pasaron por estos hogares en un espacio de diez años.
A lo largo de su carrera, Bartleme recibió visitantes nacionales e internacionales que vinieron a estudiar su trabajo pionero. Apareció en la edición del 25 de mayo de 1913 de The New York Times Magazine en un artículo titulado "La única mujer jueza de Estados Unidos está haciendo un gran trabajo". Entre 1916 y 1917 fue vicepresidenta del Partido Nacional de la Mujer.

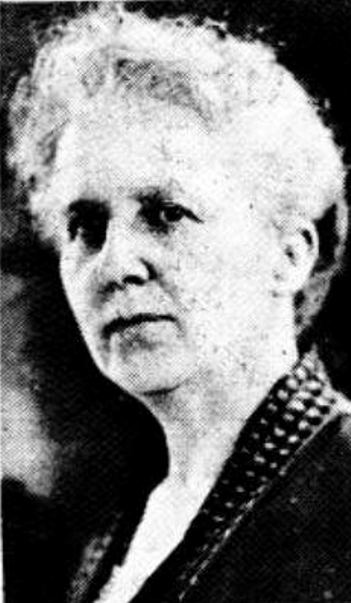
1923

A finales de 1923, fue elegida jueza del Tribunal de Circuito del Condado de Cook, y fue reelegida para el cargo en 1927.  Después de una distinguida carrera, se retiró en junio de 1933. Antes de su jubilación oficial, en mayo, más de 2.000 personas la honraron con un almuerzo, en el que fue elogiada por sus muchos logros.
Después de jubilarse, la jueza Bartelme se mudó a la costa oeste y residió en Carmel, California, donde vivió con una sobrina. De vez en cuando regresaba a Chicago de visita. En 1933, el arquitecto Guy O. Koepp terminó de construir una residencia para ella en Carmel Highlands.
En California, continuó dando conferencias sobre la necesidad de mejorar el sistema de justicia juvenil. En 1936, recibió instrucción primaria en Ciencia Cristiana en Bicknell Young CSD, habiendo sido una científica cristiana practicante durante muchos años. Murió a finales de julio de 1954, a los 88 años. Una de sus últimas peticiones fue que, tras su muerte, en lugar de flores, se hicieran donaciones a los Clubes Mary Bartelme, que todavía estaban en funcionamiento.
Mary Bartelme sería descrita más tarde como la persona más importante en los primeros 25 años del Tribunal de Menores del Condado de Cook, el primer tribunal de menores establecido en los EE. UU.

## Reconocimientos
En septiembre de 1957 se inauguró en Chicago una nueva escuela primaria que llevaba su nombre. Tenía capacidad para albergar a más de 400 estudiantes. La escuela estaba ubicada en Ridge en Rogers Park. Fue demolida en algún momento de la década de 1970 para dar paso a una residencia de apartamentos para personas mayores.
El parque Mary Bartelme, en la zona West Loop de Chicago, también lleva su nombre en su honor.